# Saint-Barthélemy-de-Bussière
Saint-Barthélemy-de-Bussière, okzitanisch Sent Bartomiu de Bussiera, ist eine französische Gemeinde mit 215 Einwohnern (Stand 1. Januar 2022) im Département Dordogne in der Region Nouvelle-Aquitaine (vor 2016: Aquitanien). Sie gehört zum Arrondissement Nontron und zum Kanton Périgord Vert Nontronnais. Zuständiger Gemeindeverband ist die Communauté de communes du Périgord Nontronnais.

## Etymologie
Das okzitanische Wort Bussiera, französisch bussière, ist von buis abgeleitet mit der Bedeutung Buchsbäume. Sent Bartomiu oder Saint-Barthélemy, abgeleitet vom lateinischen Sanctus Bartholomaeus, ist der Heilige Bartholomäus.

## Geographie

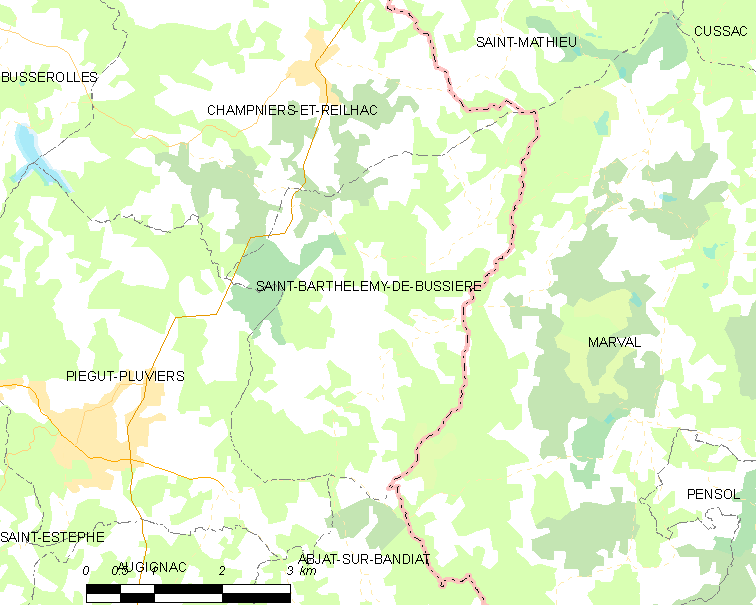
Lagekarte von Saint-Barthélemy-de-Bussière

Die Gemeinde Saint-Barthélemy-de-Bussière im Norden des Périgords ist etwa elf Kilometer von Saint-Mathieu und rund 21 Kilometer von Nontron entfernt. Nächstliegende größere Städte sind Angoulême (48 Kilometer westlich) und Limoges (58 Kilometer nordöstlich von Saint-Barthélemy-de-Bussière).
Die Gemeinde Saint-Barthélemy-de-Bussière  grenzt an das Département Haute-Vienne. Sie wird von folgenden 5 Gemeinden umgeben:
| Champniers-et-Reilhac | Saint-Mathieu (Département Haute-Vienne)    |                       |
| Piégut-Pluviers       | Kompassrose, die auf Nachbargemeinden zeigt | Marval (Haute-Vienne) |
| Piégut-Pluviers       | Abjat-sur-Bandiat                           | Marval (Haute-Vienne) |

Auf dem Gemeindegebiet von Saint-Barthélemy-de-Bussière  liegen folgende Weiler, Gehöfte, eine Mühle, Weiher und sonstige Geländepunkte: Beaulieu, Bois de Granjou, Bouleyrou, Chez Guaud, Chez Jambel, Chez Verger, Étang de Jacques, Étang de la Fauvilie, Étang de la Salamonie, Étang de Laborde, Étang de Viradie, Étang du Teillet, Fon du Caillou, Forêt du Châtenet, Gaury, L’Étang, La Doume, La Fauvilie, La Planche, La Salamonie, Laborde, Lacourarie, Lafarge, Lamorinie, Lamothe, Lapeyre, Lascaud, Le Badil, Le Genêt, Le Grafeuil, Le Mas, Le Mesnieux, Le Moulin de la Salamonie, Le Repaire, Le Trieux, Les Bitardes, Les Petites Brousses, Les Suchaux, Pech du Bournat, Pech du Loup, Petit Beaulieu, Puyfromental, Rebeyrat, Villechalane und Villemercier.
Der topographisch tiefste Punkt des Gemeindegebietes liegt mit 218 Metern über dem Meer im Tal des Trieux im Westen, der höchste Punkt mit 366 Metern im äußersten Nordosten bei Les Bitardes. Der Ortskern befindet sich auf 311 Meter. Die maximale Höhendifferenz beträgt 148 Meter.

### Verkehrsanbindung
Saint-Barthélemy-de-Bussière liegt abseits größerer Verkehrswege. Am Westrand des Gemeindegebiets führt die Nord-Süd-Achse D 675 von Nontron nach Saint-Mathieu vorüber. Die Ortschaft ist über die Nebenstrecke D 112 mit dem 7 Kilometer entfernten Piégut-Pluviers im Westen verbunden, die D 73 führt zum 6 Kilometer entfernten Marval im Südosten. Entlang der Südgrenze verläuft die D 91 von Piégut-Pluviers nach Marval.

### Bodenbedeckung

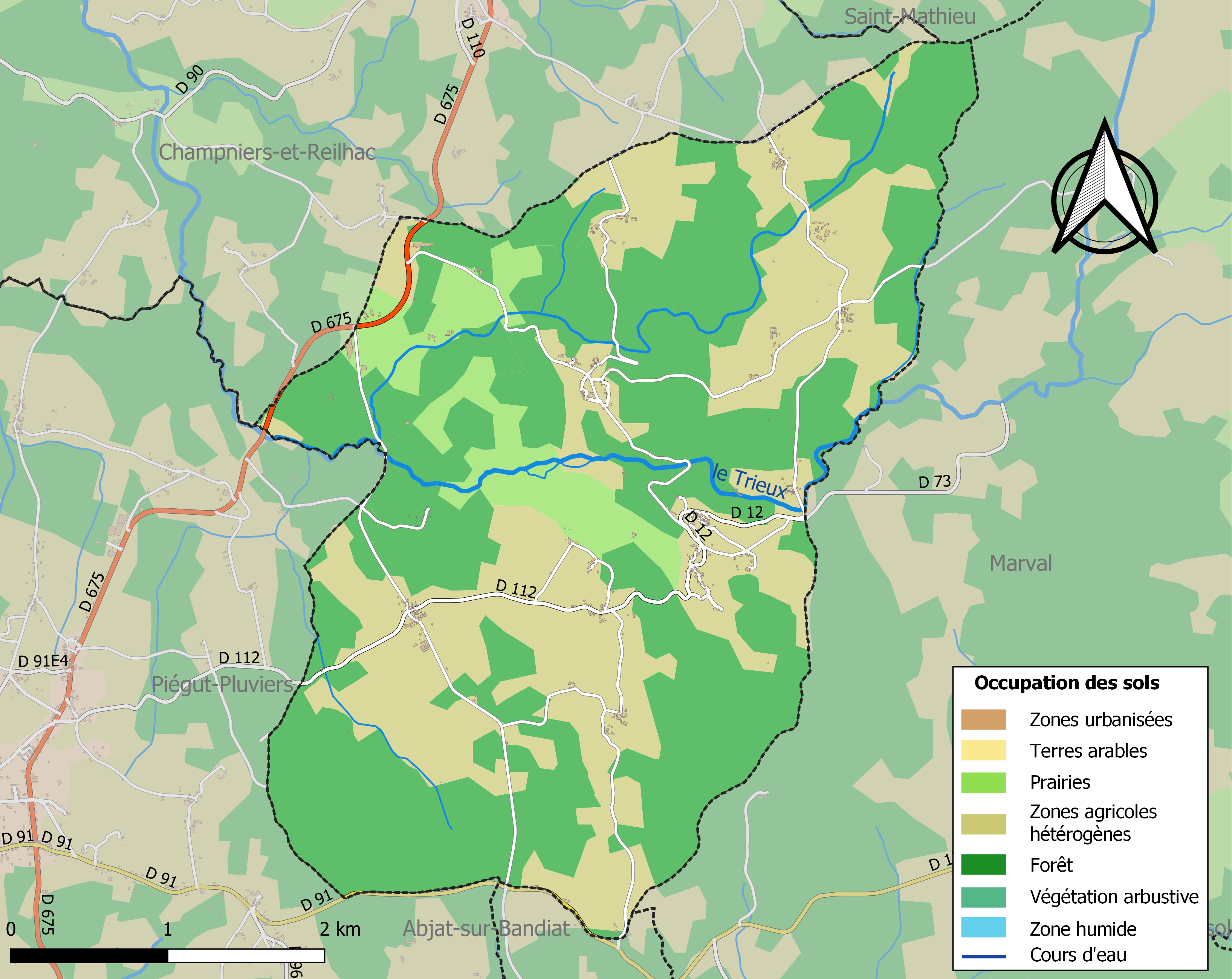
Bodenbedeckung in Saint-Barthélemy-de-Bussière

Die Bodenbedeckung der Gemeinde Saint-Barthélemy-de-Bussière schlüsselt sich im Jahr 2018 gemäß der europäischen Datenbank CORINE Land Cover (CLC) wie folgt auf:
- Wälder – 56,1 %
- heterogene landwirtschaftliche Nutzung – 36,4 %
- Wiesen – 7,5 %.

Die Wälder und seminaturellen Ländereien stehen 2018 im Vordergrund. Sie sind mit 56,1 % gegenüber 1990 (55,7 %) nur minimal angewachsen.

## Klima
Die Gemeinde Saint-Barthélemy-de-Bussière besitzt ein abgeschwächtes ozeanisches Klima, das sich durch folgende Parameter auszeichnet:
| Klimaparameter im Zeitraum 1971–2000 - Jahresmittel: 11,7 °C - Anzahl der Tage unter −5 °C: 2,4 - Anzahl der Tage oberhalb 30 °C: 4,7 - Maximum im Tages-Temperaturunterschied: 14,6 °C - Jahresniederschlag: 1198 mm - Niederschlagstage im Januar: 12,8 - Niederschlagstage im Juli: 7,9 |

Durch den Klimawandel zeichnen sich Erhöhungen im Jahresmittel ab, die sich bereits auch bemerkbar machen. So ist beispielsweise an der 45 Kilometer entfernten Wetterstation am Flughafen von Limoges-Bellegarde das langjährige Jahresmittel von 11,2 °C für 1971–2000 über 11,4 °C für 1981–2010 auf 11,8 °C für 1991–2020 angestiegen – ein Zuwachs um 0,6 °C innerhalb von 20 Jahren.

## Hydrographie

Hydrographische Karte von Saint-Barthélemy-de-Bussière

Das Gemeindegebiet von Saint-Barthélemy-de-Bussière wird vom Oberlauf des Trieux, eines linken Nebenflusses der Tardoire, durchflossen. Generelle Entwässerungsrichtung ist Westen. Der Trieux gabelt sich in mehrere kleinere Seitenäste auf, die meist in Form von Weihern aufgestaut werden.
Die Tardoire gehört zum Flusssystem der Charente.
Das Entwässerungsnetz besitzt eine Gesamtlänge von 14 Kilometer.

## Geologie

Geologische Karte von Saint-Barthélemy-de-Bussière

Das Gemeindegebiet von Saint-Barthélemy-de-Bussière wird vollständig von variszischen Grundgebirgsgesteinen des nordwestlichen Zentralmassivs unterlagert. Die Nordhälfte wird vom Saint-Mathieu-Leukogranit mit seiner feinkörnigen (fγ2M) und seiner grobkörnigen Fazies (γ2M) eingenommen. Die Südhälfte kommt auf den Piégut-Pluviers-Granodiorit (γ3M) zu liegen. Die gegenseitigen Intrusionsverhältnisse der beiden oberkarbonischen Granitoide sind nicht eindeutig, da beide in feinkristalliner Fazies im Kontaktbereich vorliegen. Die feinkörnige Fazies des Granodiorits (fγ3M) erscheint auch außerhalb des Kontaktbereichs bei Petit Beaulieu und nördlich von Puyfromental. Der Granodiorit ist stellenweise tiefgründig zu Alteriten verwittert, insbesondere im Tal des Trieux westlich des Ortskerns.
Hektometrische Linsen der parautochthonen Glimmerschiefer (ξ1) finden sich vereinzelt im Leukogranit wie beispielsweise bei Lamothe und nordöstlich von Rebeyrat am Trieux. Auch kleine Mikrogranitgänge (μγ) sind in den beiden Granitoiden  vorhanden, beispielsweise bei Lapeyre, La Fauvilie und westlich von Lacourarie. Sie streichen Nordnordwest, Nord, Nordnordost und Nordost.
Beide Granitoide werden von Störungen durchzogen, die vorwiegend in Richtung Nordnordost und Nordnordwest streichen.

## Ökologie

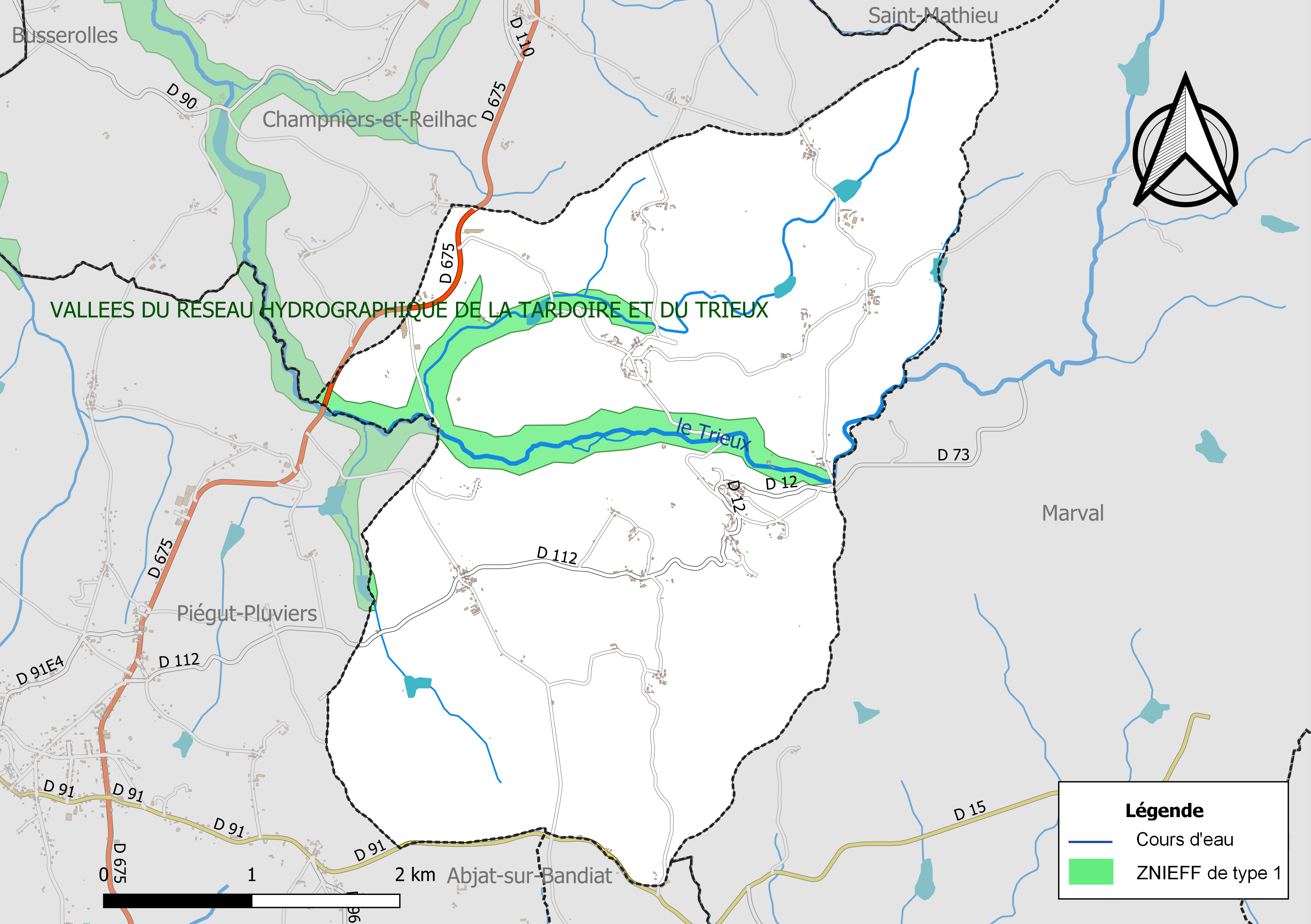
Schutzgebiete des Typus 1

### Naturpark
Das Gebiet der Gemeinde ist Teil des Regionalen Naturparks Périgord-Limousin.

### Schutzgebiet
Das Tal des Trieux bildet wegen seiner Flora und seiner Wassergüte eine ökologische Schutzzone des Typus 1 (Französisch ZNIEFF – zone naturelle d’intérêt écologique, faunistique et floristique) unter der Bezeichnung « Vallées du réseau hydrographique de la Tardoire et du Trieux » (Täler des Flussnetzes von Tardoire und Trieux). Unter den rund 40 Pflanzenarten werden vier Taxa als charakteristisch angesehen:  Moschuskraut (Adoxa moschatellina), Gefingerter Lerchensporn (Corydalis solida), Wiesenrauten-Muschelblümchen (Isopyrum thalictroides) und Atlantisches Hasenglöckchen (Hyacinthoides non-scripta).

## Denkmalschutz
Seit 1977 stehen 3 Hektar des malerischen Ortskerns als site naturel inscrit unter Denkmalschutz.

## Geschichte
Im Gebiet um Saint-Barthélemy-de-Bussière sind neolithische Spuren vorhanden. Die Megalithkultur hinterließ eine Steinkiste bei Lacourarie. Bei Lacourarie und bei Villechalane wurden die Reste eines gallorömischen Oppidums, einer Villa und einer Schmiede gefunden.
Wie die Seitenwände zu erkennen geben, ist die Pfarrkirche Saint-Barthélemy romanischen Ursprungs, die jetzigen Gewölbe stammen aber erst aus dem 16. Jahrhundert. Im 15. Jahrhundert wurde das Manoir de Lamorinie erbaut.
Erste schriftliche Aufzeichnungen der Pfarrgemeinde unter der Bezeichnung Parochia Sanctus Bartholomei gehen auf das Jahr 1265 zurück. 1365 hieß sie Sanctus Bartolomeus, im Jahr 1500 Saint-Bartolmieu, 1591 Saint-Barthélemy-de-Villechalane und 1780 Saint-Barthélemy-de-Pluviers. Während der Französischen Revolution (Periode des Nationalkonvents von 1792 bis 1795) trug die Gemeinde den Namen Montagne-le-Trieux.

## Bevölkerungsentwicklung
| Bevölkerungsentwicklung | Bevölkerungsentwicklung | Bevölkerungsentwicklung |
| ----------------------- | ----------------------- | ----------------------- |
| Jahr                    | Einwohner               |                         |
| 1962                    | 374                     |                         |
| 1968                    | 345                     |                         |
| 1975                    | 307                     |                         |
| 1982                    | 270                     |                         |
| 1990                    | 271                     |                         |
| 1999                    | 244                     |                         |
| 2006                    | 229                     |                         |
| 2007                    | 227                     |                         |
| 2008                    | 231                     |                         |
| 2012                    | 230                     |                         |
| 2016                    | 212                     |                         |
| 2017                    | 214                     |                         |
| 2019                    | 213                     |                         |

Quelle: INSEE
Die Einwohnerzahlen sind seit 1962 generell rückläufig (Bevölkerungsverlust von 43 Prozent), mit leichten Erholungen in den Jahren 1990 und 2008. Bei einer Fläche von 15,01 Quadratkilometer ist die Bevölkerungsdichte mit 14 Einwohner/km² mittlerweile sehr niedrig.

## Verwaltung
Bürgermeister von Saint-Barthélemy-de-Bussière war seit März 2008 der Neurobiologe Bernard Bioulac; er gehörte der Parti socialiste an. Bioulac wurde im Mai 2020 von Laurent Mollon abgelöst.

## Präsidentschaftswahlen 2022
| Kandidaten                       | Kandidaten            | Parteien                      | Parteien            | 1. Wahlgang | 1. Wahlgang | 2. Wahlgang | 2. Wahlgang |
| Kandidaten                       | Kandidaten            | Parteien                      | Parteien            | Stimmen     | %           | Stimmen     | %           |
| -------------------------------- | --------------------- | ----------------------------- | ------------------- | ----------- | ----------- | ----------- | ----------- |
|                                  | Emmanuel Macron       | En marche !                   | EM                  | 35          | 22,88 %     | 74          | 56,92 %     |
|                                  | Marine Le Pen         | Front national                | FN                  | 25          | 16,34 %     | 56          | 43,08 %     |
|                                  | Jean-Luc Mélenchon    | Front de gauche               | FDG                 | 47          | 30,72 %     |             |             |
|                                  | Éric Zemmour          | Reconquête                    |                     | 9           | 5,88 %      |             |             |
|                                  | Valérie Pécresse      | Les Républicains              | LR                  | 6           | 3,92 %      |             |             |
|                                  | Jean Lassalle         | Résistons !                   | R                   | 17          | 11,11 %     |             |             |
|                                  | Anne Hidalgo          | Parti socialiste              | PS                  | 4           | 2,62 %      |             |             |
|                                  | Fabien Roussel        | Parti communiste français     | PC                  | 6           | 3,92 %      |             |             |
|                                  | Nicolas Dupont-Aignan | Debout la République          | DLR                 | 0           | 0,00 %      |             |             |
|                                  | Yannick Jadot         | Europe Écologie-Les Verts     | EELV                | 3           | 1,96 %      |             |             |
|                                  | Nathalie Arthaud      | Lutte Ouvrière                | LO                  | 1           | 0,65 %      |             |             |
|                                  | Philippe Poutou       | Nouveau Parti anticapitaliste | NPA                 | 0           | 0,00 %      |             |             |
|                                  |                       |                               |                     |             |             |             |             |
| Gesamt                           | Gesamt                | Gesamt                        | Gesamt              | 153         | 100 %       | 130         | 100 %       |
|                                  |                       |                               |                     |             |             |             |             |
| Gültige Stimmen                  | Gültige Stimmen       | Gültige Stimmen               | Gültige Stimmen     | 153         | 95,03 %     | 130         | 81,25 %     |
| Ungültige Stimmen                | Ungültige Stimmen     | Ungültige Stimmen             | Ungültige Stimmen   | 8           | 4,97 %      | 30          | 18,75 %     |
| Wahlbeteiligung                  | Wahlbeteiligung       | Wahlbeteiligung               | Wahlbeteiligung     | 161         | 78,92 %     | 160         | 78,82 %     |
| Enthaltungen                     | Enthaltungen          | Enthaltungen                  | Enthaltungen        | 43          | 21,08 %     | 43          | 21,18 %     |
| Registrierte Wähler              | Registrierte Wähler   | Registrierte Wähler           | Registrierte Wähler | 204         |             | 203         |             |
|                                  |                       |                               |                     |             |             |             |             |
| Quelle: Ministère de l'Intérieur |                       |                               |                     |             |             |             |             |

Die Präsidentschaftswahlen 2022 in Saint-Barthélemy-de-Bussière konnte Emmanuel Macron für sich entscheiden.

## Wirtschaft

### Beschäftigung
Im Jahr 2015 betrug die erwerbsfähige Bevölkerung zwischen 15 und 64 Jahren 77 Personen bzw. 36,5 % der Gesamtbevölkerung. Die Zahl der Arbeitslosen war im Vergleich zu 2010 von 11 auf 9 zurückgegangen, die Arbeitslosenquote beträgt jetzt 11,7 %.

### Unternehmen
Am 31. Dezember 2015 waren 23 Unternehmen in der Gemeinde Saint-Barthélemy-de-Bussière ansässig, davon 11 im Sektor Handel, Transport und Dienstleistungen, 5 in der Industrie, 4 im Baugewerbe, 2 im Sektor Landwirtschaft, Forsten und Fischerei und ein Unternehmen im Sektor Verwaltung.

## Sehenswürdigkeiten
- Die Kirche Saint-Barthélemy
- die megalithische Steinkiste von Lacourarie
- die Heilquelle Fontaine de dévotion am Rande des Ortskerns
- das Manoir de Lamorinie aus dem 15. Jahrhundert.[4]

## Photogalerie

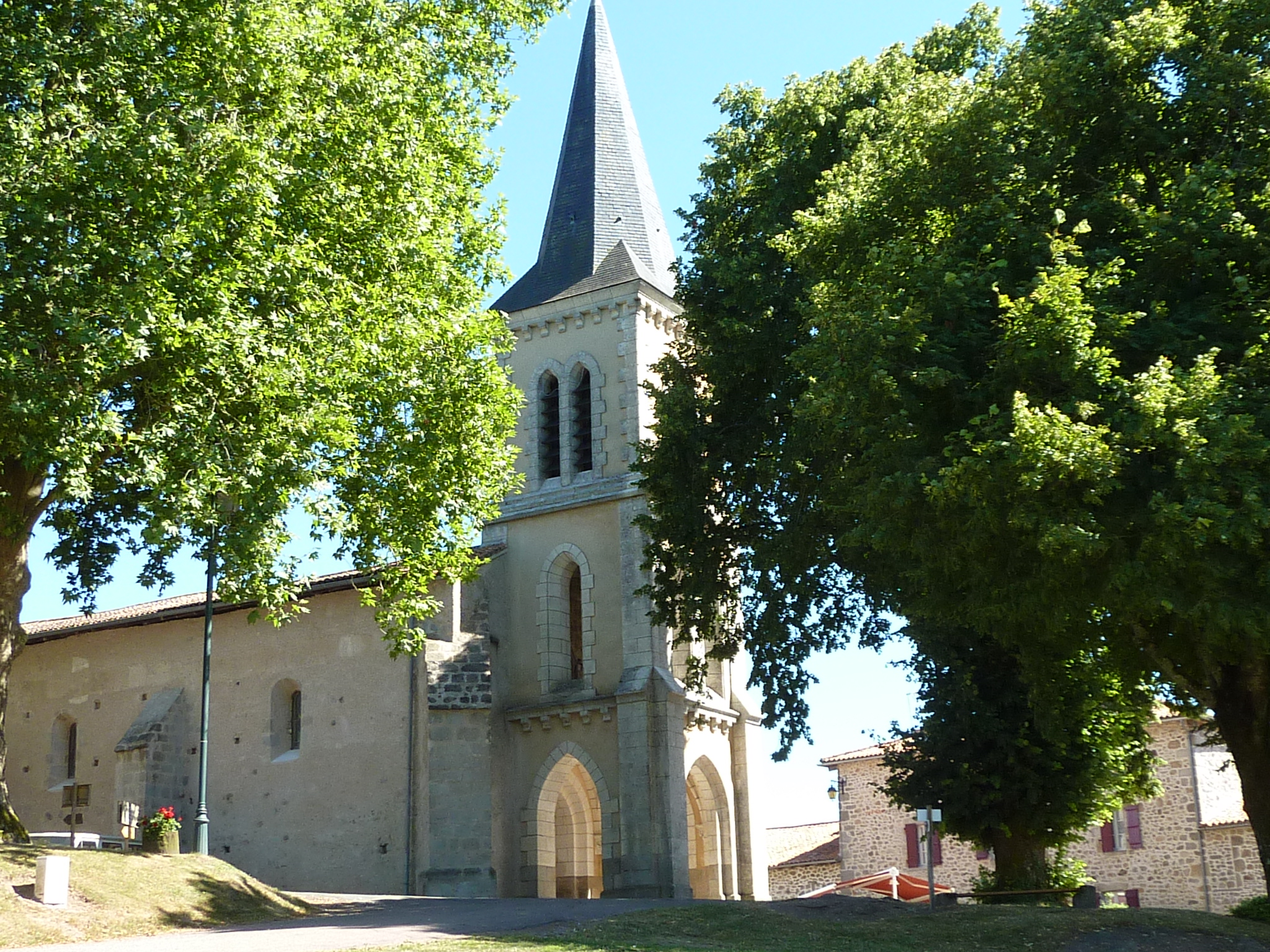
Der Ortskern mit Kirche Saint-Barthélemy
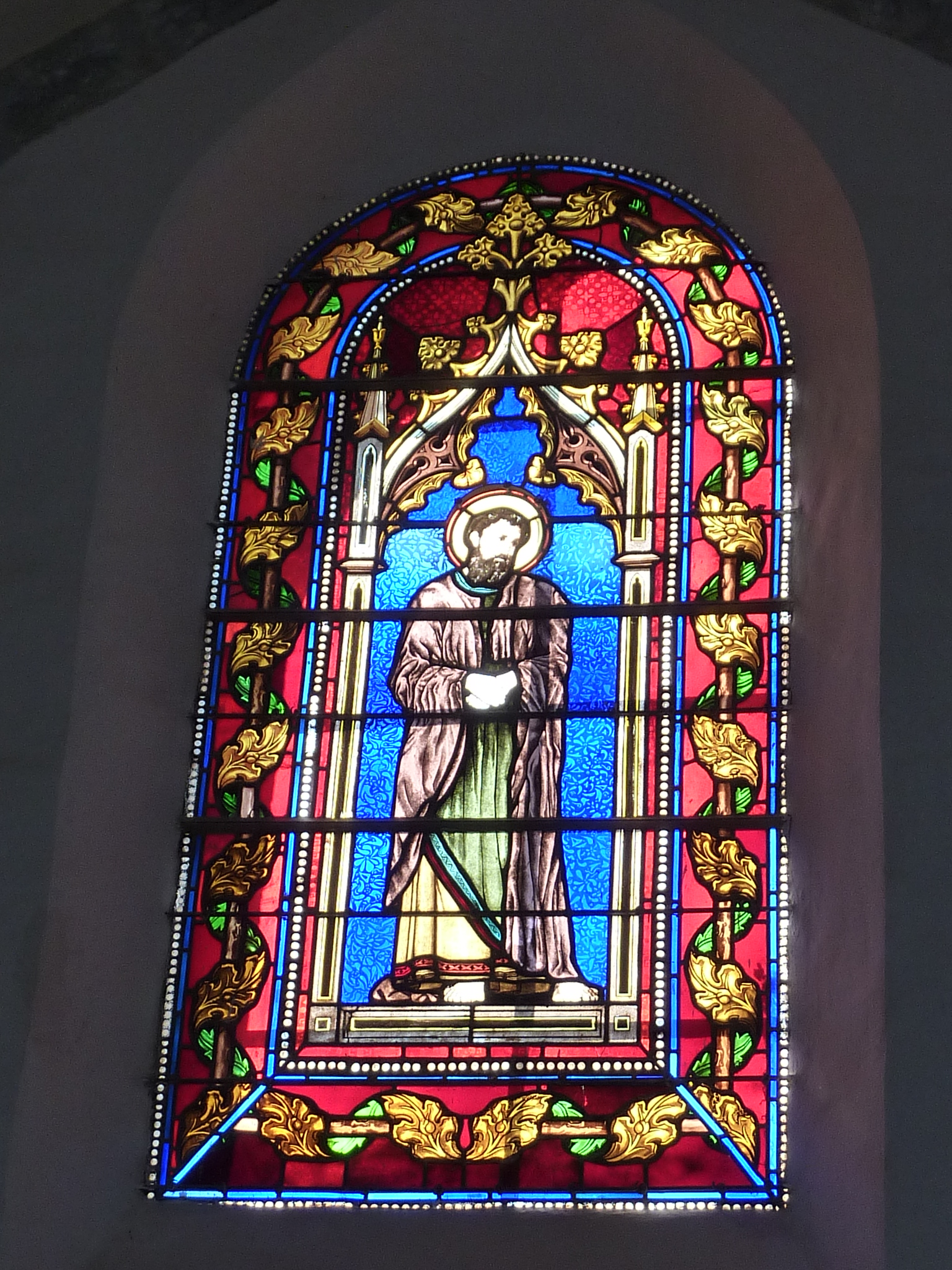
Buntglasfenster in der Kirche Saint-Barthélemy
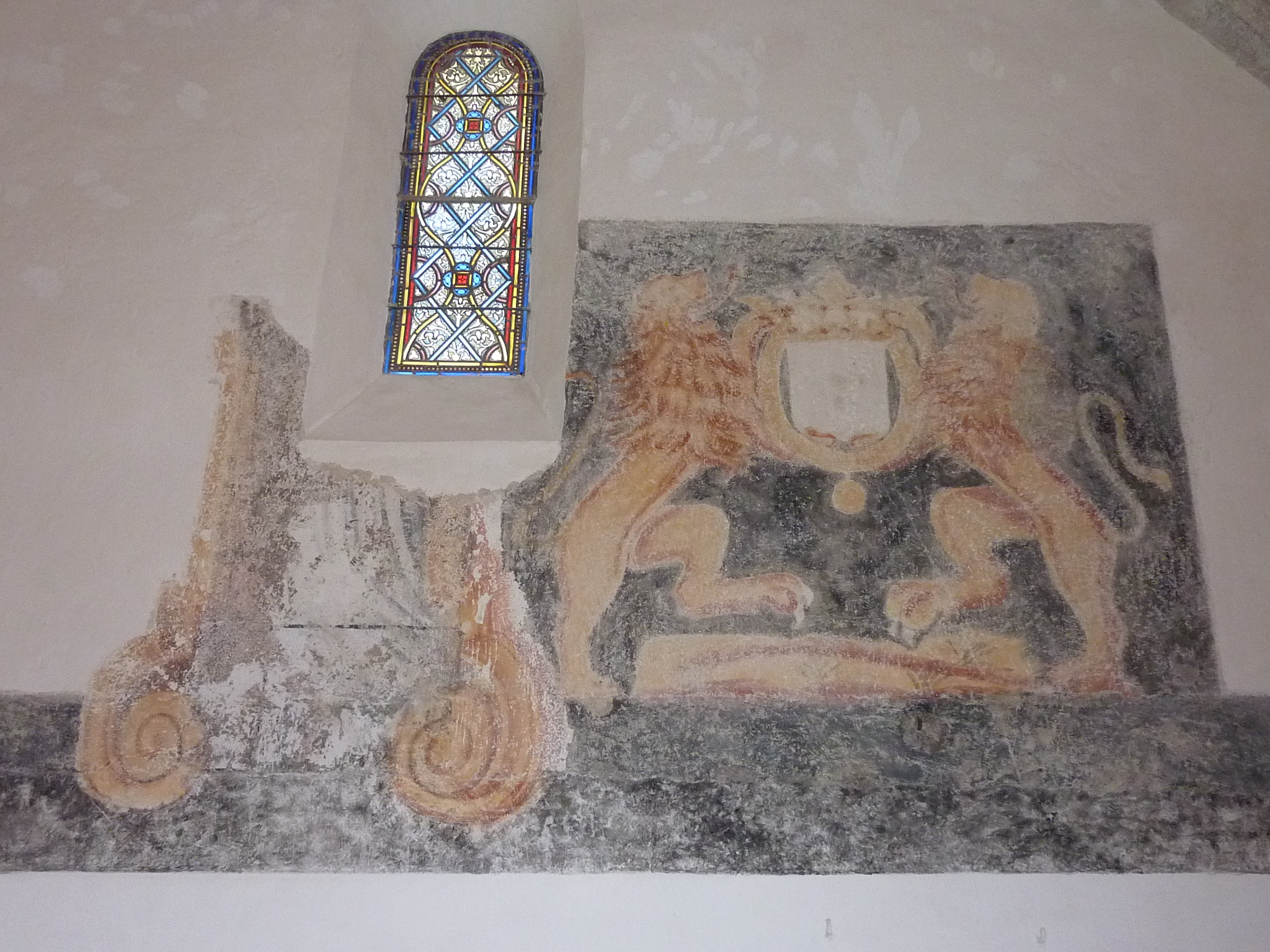
Buntglasfenster und Innenbemalung der Kirche Saint-Barthélemy
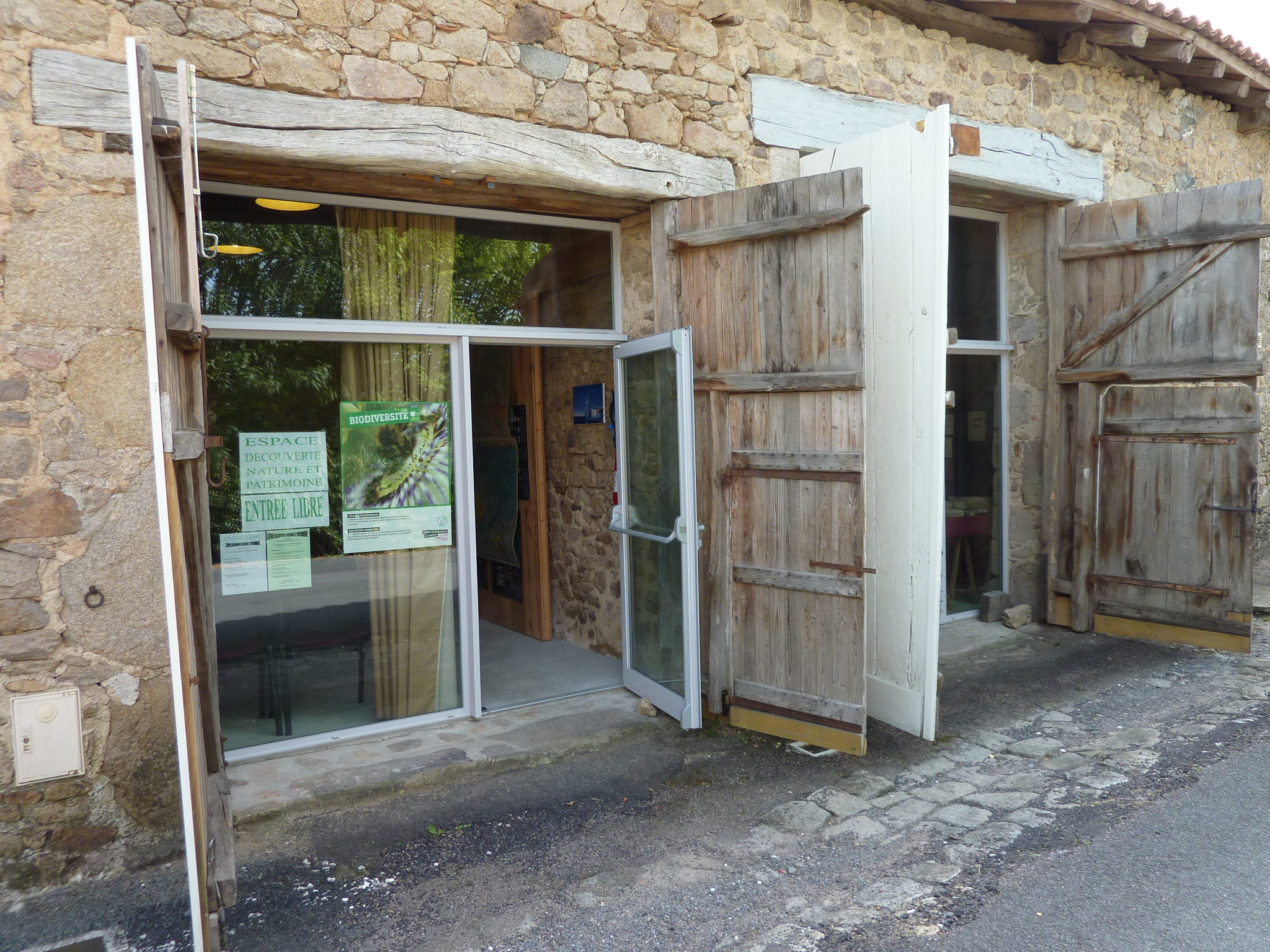
Der Naturkundeschauraum Espace Découverte Nature et Patrimoine
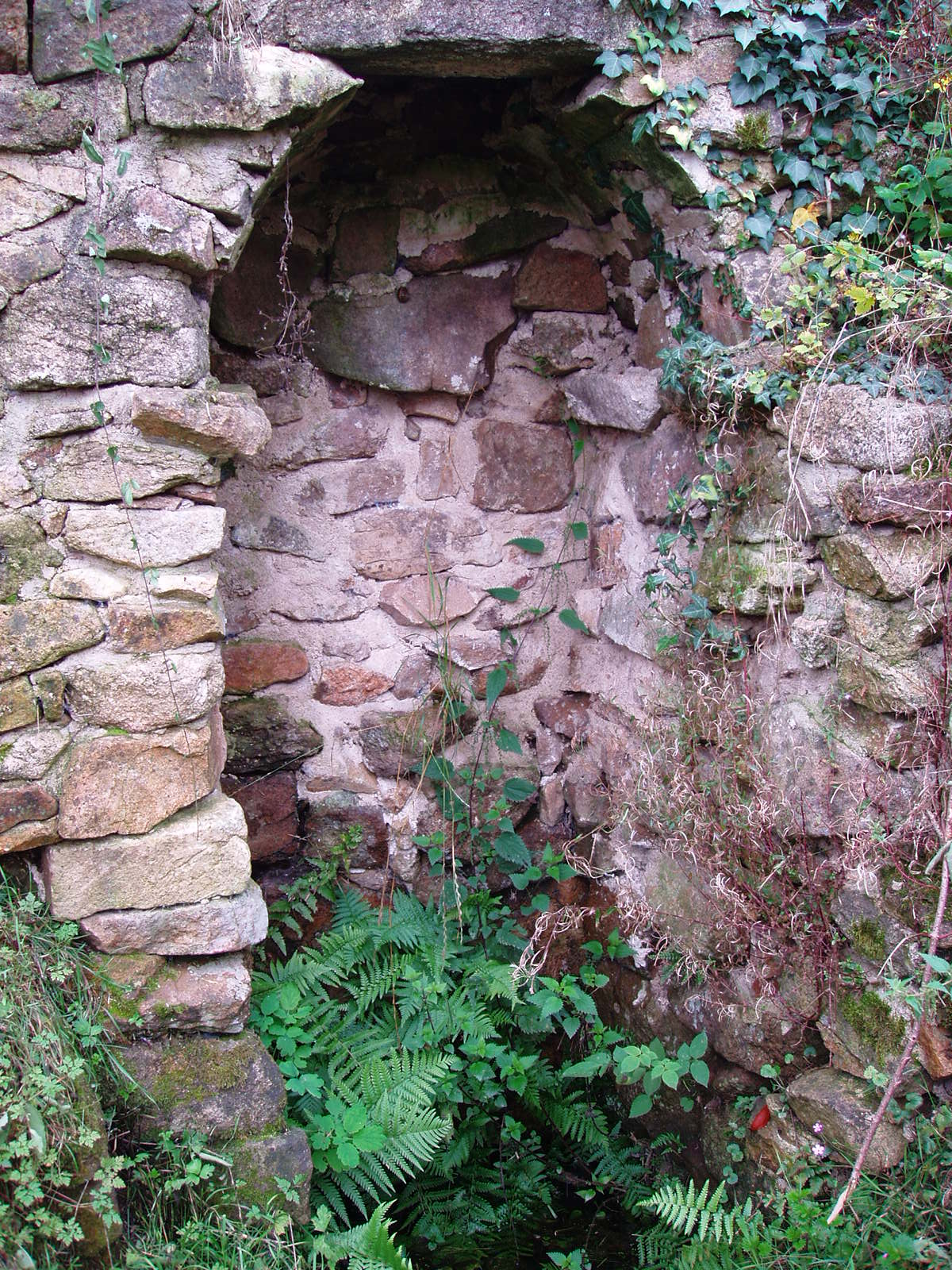
Die Heilquelle
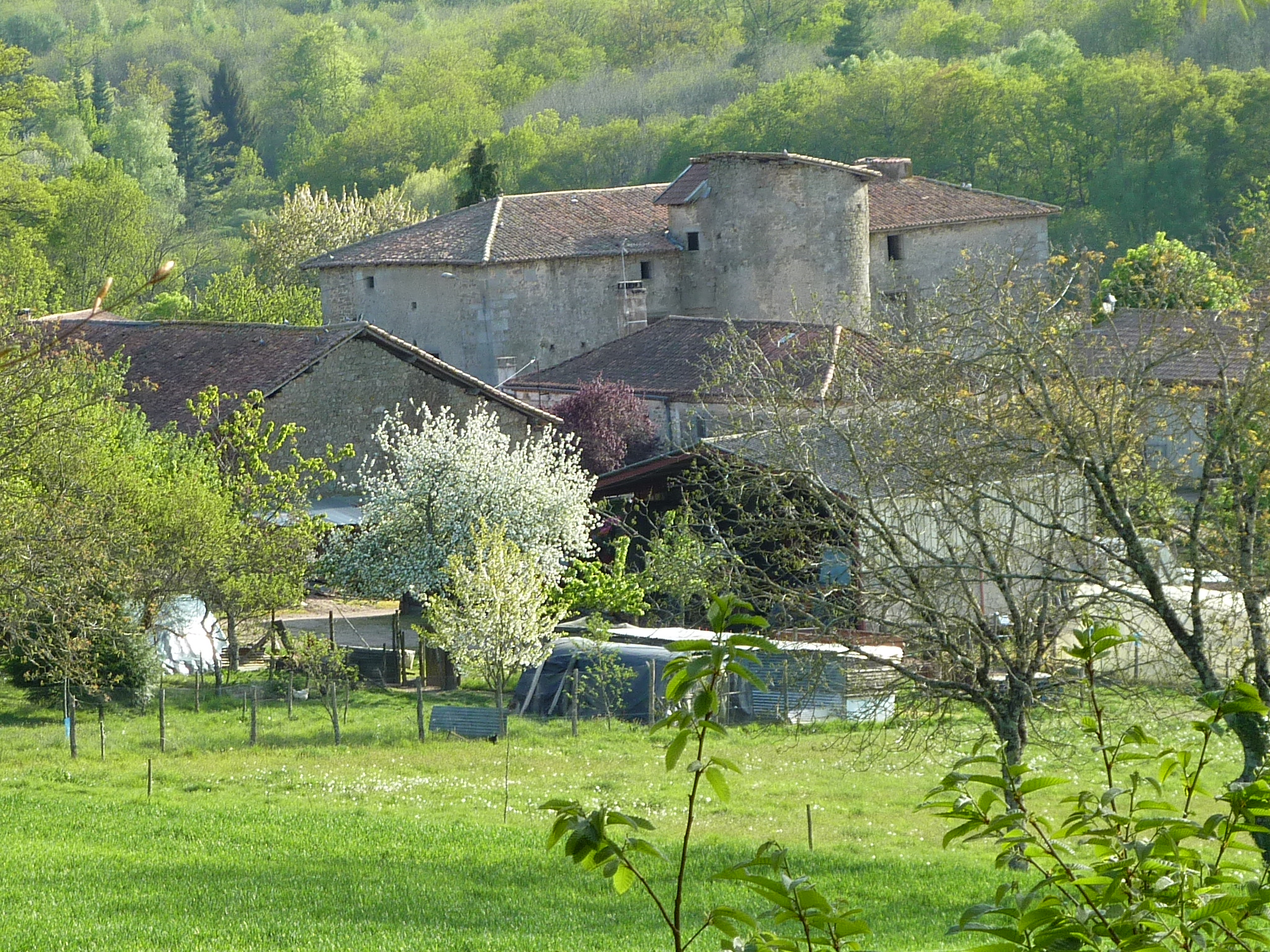
Das Manoir de Lamorinie
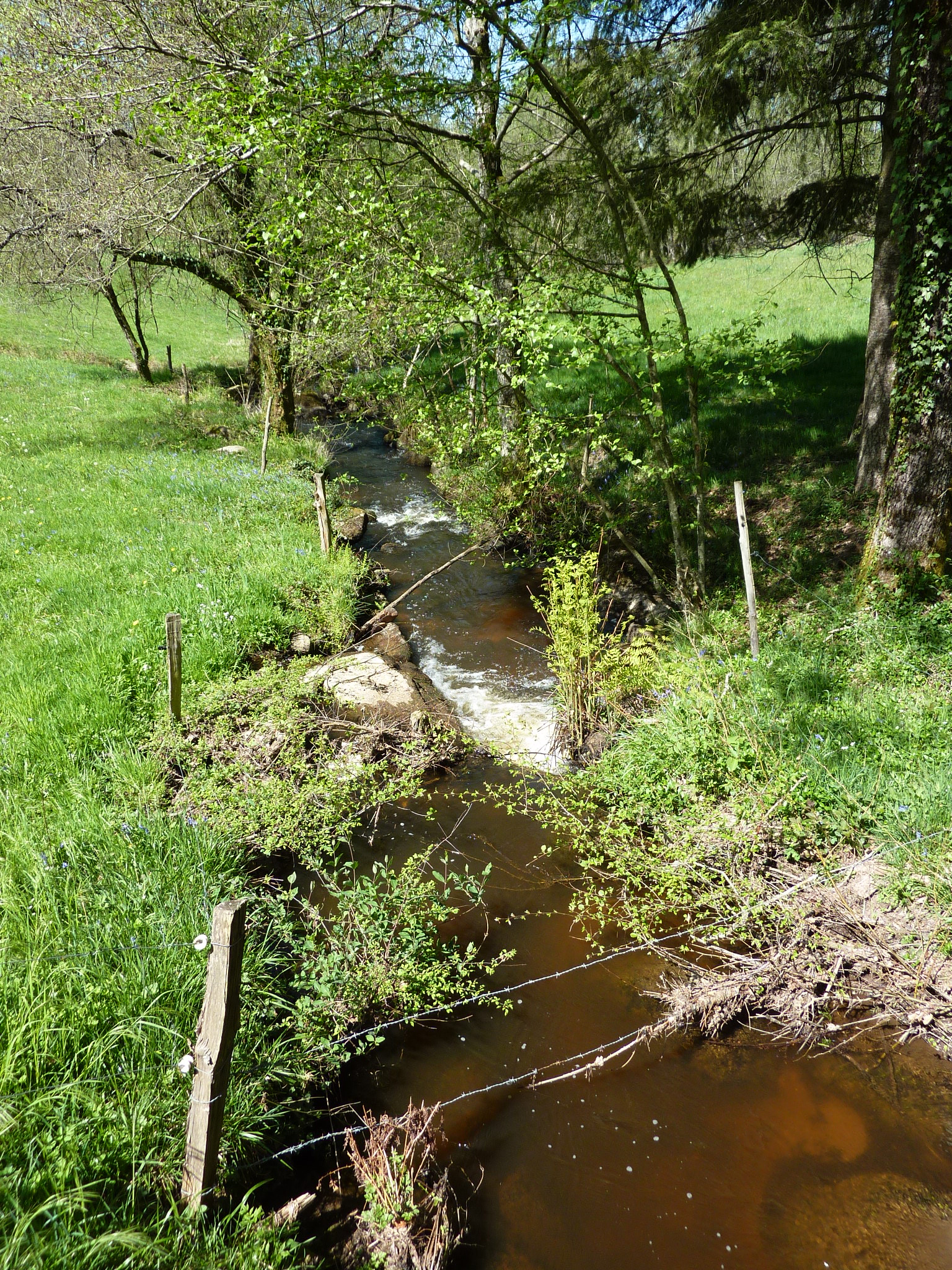
Der Trieux
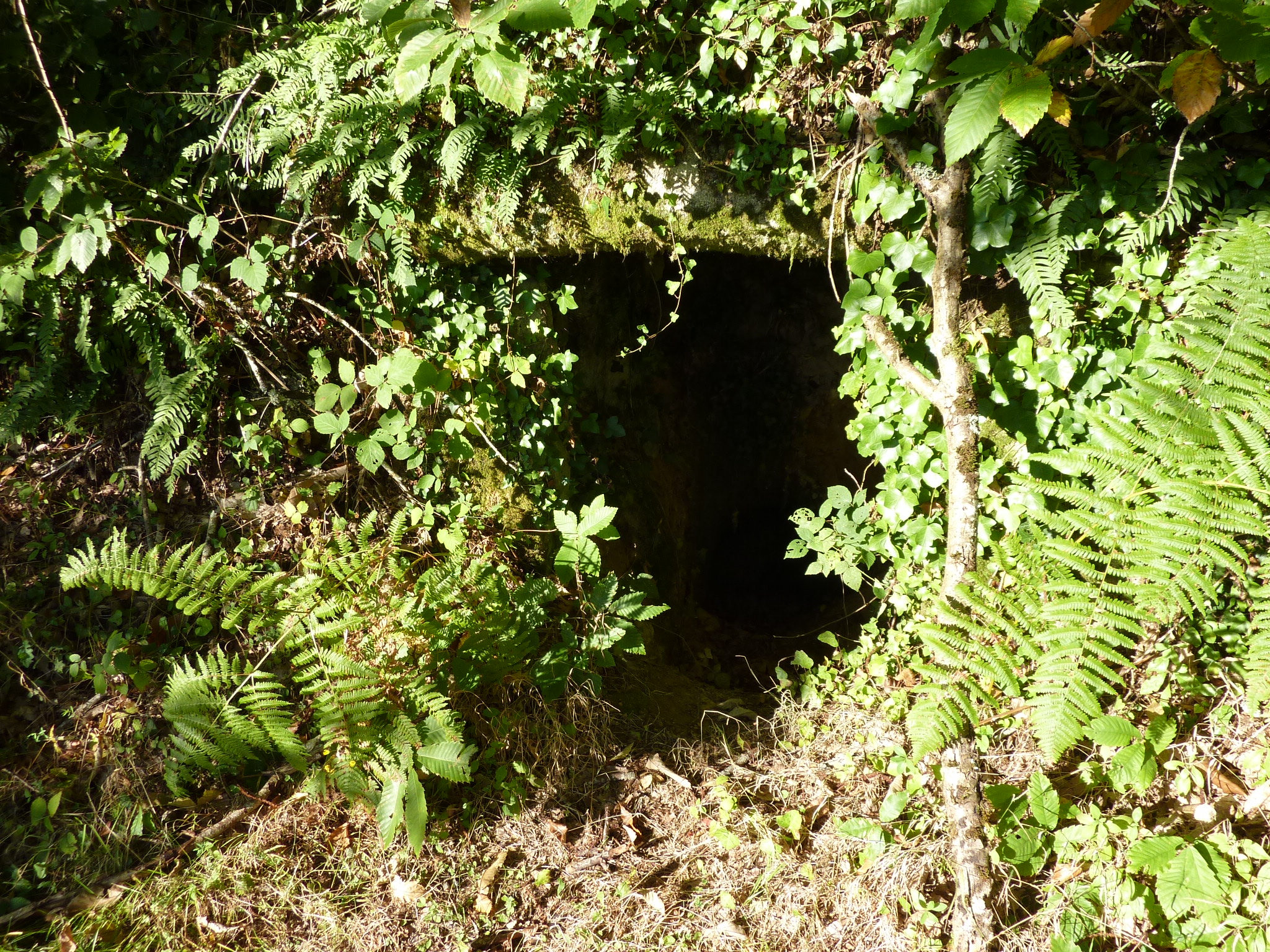
Der überwucherte Eingang der Steinkiste